# Aérospatiale Puma
Az SA 330 Puma a francia Aérospatiale kéthajtóműves, közepes szállító és ellátó helikoptere, melyet eredetileg a Sud Aviation tervezett és gyártott (típusjelzésében az SA ezt jelzi) az 1960-as évek második felében, majd annak csődjét, vállalategyesüléseit követően jogutódként folytatta az Aérospatiale a termelést. A Pumát később licenc alapján az Egyesült Királyságban a Westland Helicopters által, majd Romániában az IAR által is gyártották IAR 330 típusjelzéssel. Engedély nélküli gyártását a dél-afrikai Atlas Aircraft Corporation is végezte, a továbbfejlesztett, modernebb változat itt Atlas Oryx néven állt szolgálatba. A Puma elsősorban katonai célokra lett kifejlesztve, azonban később polgári célokra továbbfejlesztett változata, az Eurocopter Super Puma is szolgálatba állt. A Super Puma nemzetközi sikereit látva elkészítették annak katonai változatát, az AS532 Cougart. Mindkettőt az Eurocopter konszern gyártja az 1990-es évek elejétől napjainkig. Bevált, jó alkalmazhatóságát mi sem mutatja jobban, hogy a Puma egyes elemei és változatai a 21. század elején is gyártásban maradtak. Összesen harminchat ország hadereje alkalmazza.
A típust számos kontinensen alkalmazták több ország hadereje révén. Bevetésre került a dél-afrikai határháborúban, a portugál gyarmati háborúkban, a Falkland-szigeteki háborúban, az 1991-es öbölháborúban, a jugoszláv háborúban, és az iraki háborúban egyaránt. A típus népszerű, széles körben alkalmazzák a polgári repülésben is, számos vállalat repülőflottájában megtalálható.

## Fordítás
- Ez a szócikk részben vagy egészben  az   Aérospatiale SA 330 Puma című angol Wikipédia-szócikk ezen változatának fordításán alapul.  Az eredeti cikk szerkesztőit annak laptörténete sorolja fel. Ez a jelzés csupán a megfogalmazás eredetét és a szerzői jogokat jelzi, nem szolgál a cikkben szereplő információk forrásmegjelöléseként.